# 地福寺 (和光市)
地福寺（じふくじ）は、埼玉県和光市にある天台宗の寺院。

## 歴史
永延年間（987年 - 989年）、尊恵によって開山された。尊恵は忠尋に会うために武蔵国比企郡西平村（現・埼玉県比企郡ときがわ町）の慈光寺に向かっていた。しかし、白子宿で倒れ仮死状態に陥ってしまい、村人らが看病することになった。3日後、白衣の童を従えた地蔵菩薩が現れ、村人に「明日になれば蘇生する」と告げた。そして明朝になり、尊恵は本当に蘇生した。この奇跡を目の当たりにした尊恵らは、当地に寺を創建することになった。
当寺の本尊は地蔵菩薩である。これは村人にお告げをした地蔵菩薩を模したものであり、その胎内には、尊恵が持っていた地蔵菩薩を入れている。この像は秘仏である。

## 公式ホームページ
https://jifukuji.jp/

## 交通アクセス
- 成増駅より徒歩15分。
- https://jifukuji.jp/sp/home/accesssp